# Bismarckturm (Katowice)

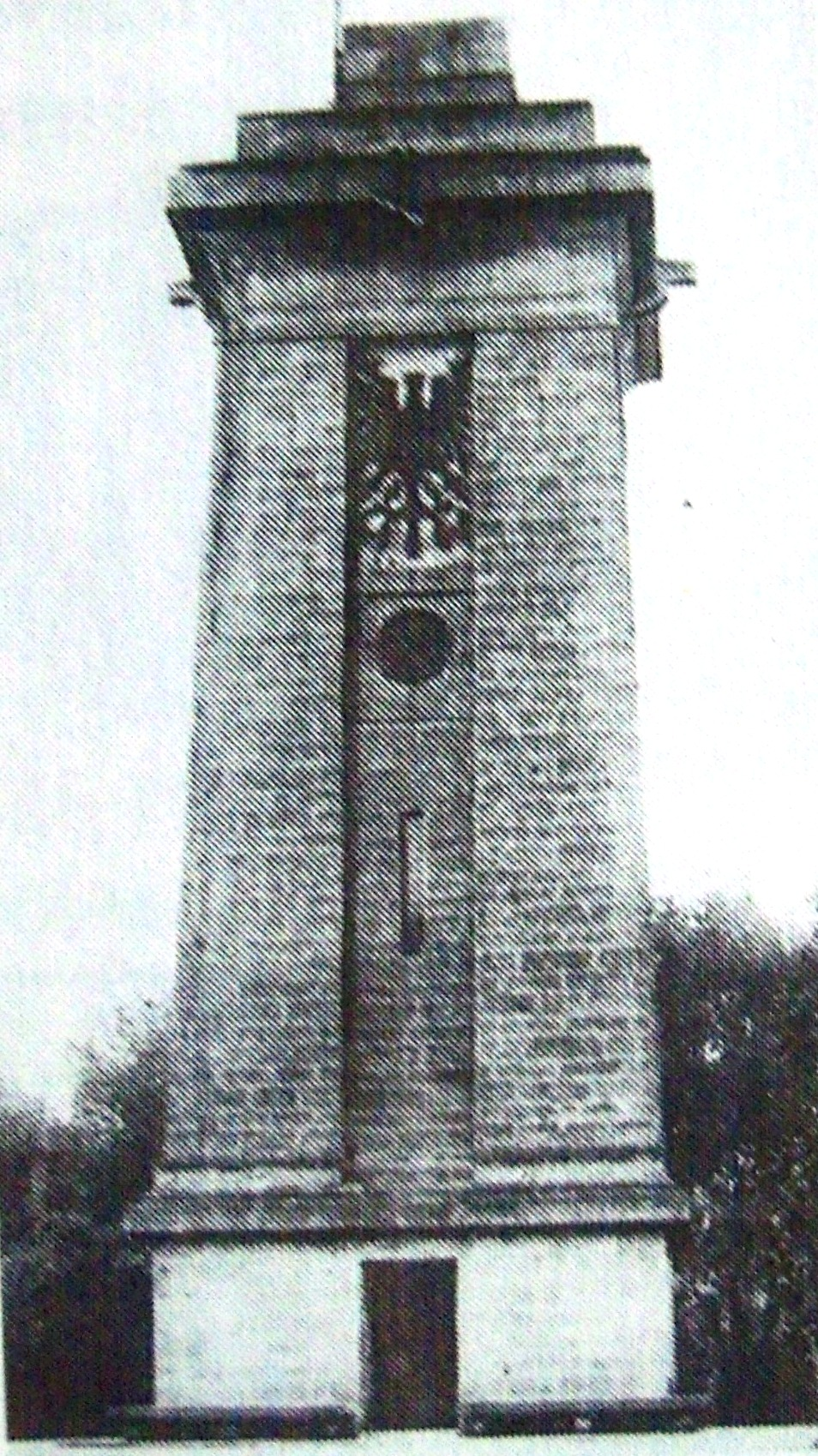
Bismarckturm Kattowitz

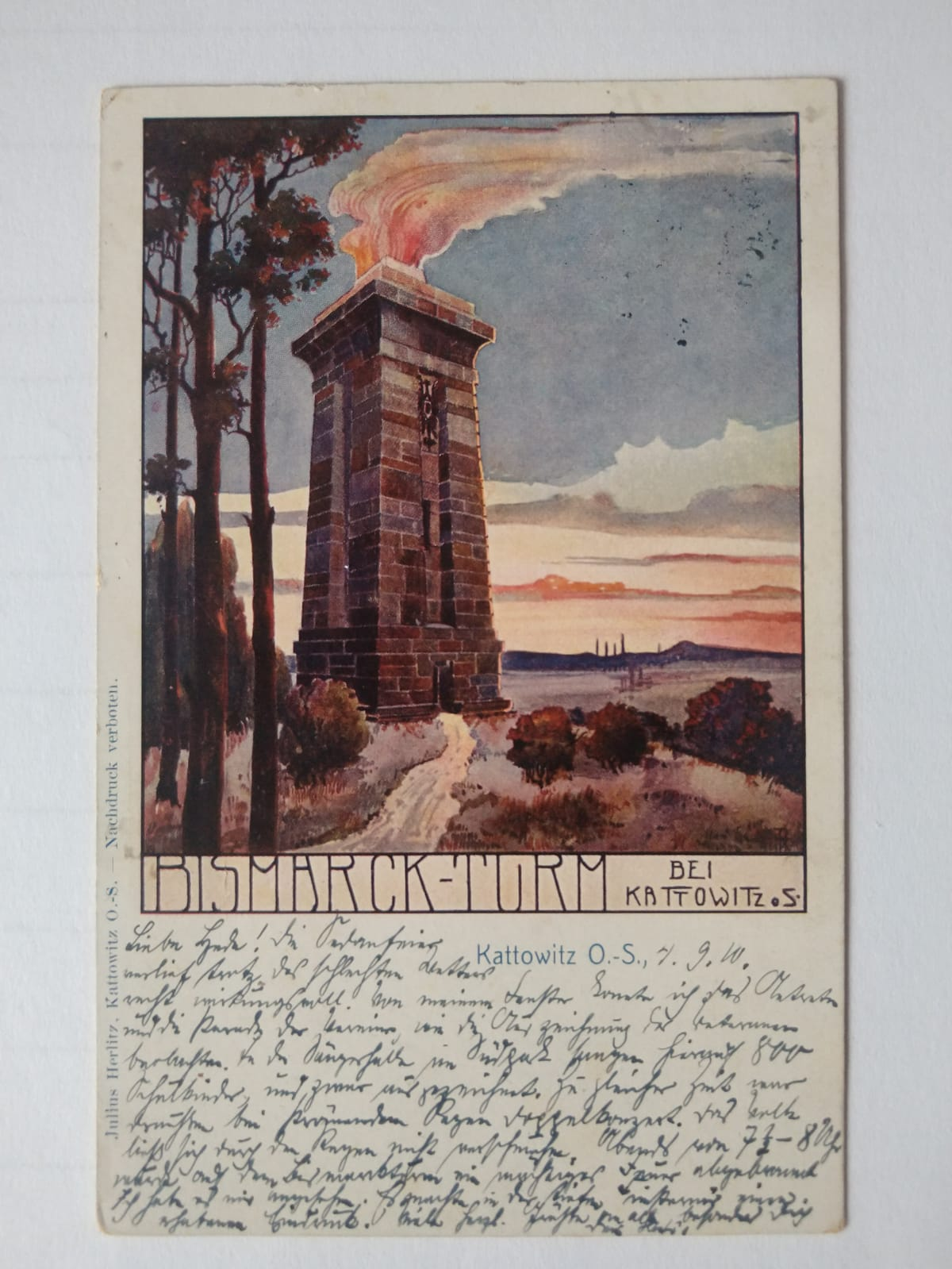
Postkarte von 1910 mit Bismarckturm

Der Bismarckturm in Kattowitz war ein Aussichtsturm, der 1903 auf der Beatenhöhe im Südpark als Denkmal für Otto von Bismarck errichtet wurde. Der 20 Meter hohe Turm wurde 1933 abgebrochen.
Der Kattowitzer Bismarckturm wurde nach einem Entwurf des Architekten und Baugewerkschul-Direktors G. Meyer erbaut und zum größten Teil vom Alten Turnverein Kattowitz finanziert. Die Einweihung erfolgte am 30. August 1903. Auf der Eingangsseite des Turms waren ein Reichsadler und ein Porträt-Medaillon von Bismarck angebracht.
Nach dem Übergang Ost-Oberschlesiens auf den polnischen Staat war der Turm eine bittere Erinnerung an die einstigen preußisch-deutschen Kolonisationsbemühungen in der Region. Nachdem man das Bauwerk zunächst 1925 nach dem polnischen Nationalhelden Tadeusz Kościuszko umbenannt hatte, wurde es einige Jahre später auf eine Initiative des Woiwoden Michał Grażyński hin abgebrochen; der Abbruch begann am 22. August 1933.